# クリーブランド郡 (アーカンソー州)
クリーブランド郡 (クリーブランドぐん、英: Cleveland County) はアメリカ合衆国アーカンソー州に位置する郡である。2000年現在、ここの人口は8,571人である。ここの郡庁所在地はライゾンである。

## 歴史
アーカンソー州議会は州選出上院議員スティーブン・ウォーレス・ドーシーに因んで1873年4月17日に ドーシー郡 (Dorsey Cuonty) を設立した。ドーシーは郵便局をだまし取る事件を起こしたため、議会は大統領に立候補したグロバー・クリーブランドの名を取って1885年3月5日に改名を行った。

## 地理
アメリカ合衆国統計局によると、この郡は総面積1,551 km2 (599 mi2) である。このうち1,548 km2 (598 mi2) が陸地で3 km2 (1 mi2) が水地域である。総面積の0.18%が水地域となっている。

### 隣接する郡
- グラント郡 & ジェファーソン郡  (北)
- リンカーン郡  (東)
- ドリュー郡  (南東)
- ブラッドリー郡  (南)
- カルフーン郡  (南西)
- ダラス郡  (西)

## 人口動静
2000年現在の国勢調査で、この郡は人口8,571人、3,273世帯、及び2,513家族が暮らしている。人口密度は6/km2 (14/mi2) である。2/km2 (6/mi2) の平均的な密度に3,834軒の住居が建っている。この郡の人種的構成は白人84.79%、アフリカン・アメリカン13.22%、先住民0.32%、アジア0.14%、太平洋諸島系0.04%、その他の人種0.68%、及び混血0.83%である。人口の1.62%がヒスパニックまたはラテン系である。
この郡内の住民は26.20%が18歳未満の未成年、18歳以上24歳以下が7.90%、25歳以上44歳以下が27.70%、45歳以上64歳以下が24.70%、及び65歳以上が13.60%にわたっている。中央値年齢は37歳である。女性100人ごとに対して男性は95.40人である。18歳以上の女性100人ごとに対して男性は93.20人である。
この郡の世帯ごとの平均的な収入は32,405米ドルであり、家族ごとの平均的な収入は38,164米ドルである。男性は31,282米ドルに対して女性は21,172米ドルの平均的な収入がある。この郡の一人当たりの収入 (per capita income) は15,362米ドルである。人口の15.20%及び家族の11.40%は貧困線以下である。全人口のうち18歳未満の21.50%及び65歳以上の15.70%は貧困線以下の生活を送っている。

## 都市及び町
- キングズランド
- ライゾン